# Chimère (X-Files)
Pour les articles homonymes, voir Chimère.
Chimère (Chimera) est le 16e épisode de la saison 7 de la série télévisée X-Files. Dans cet épisode, Mulder enquête sur la disparition mystérieuse d'une femme dans une banlieue résidentielle.

## Résumé
À Bethany, au Vermont, un corbeau effraie la petite Michelle Crittendon pendant qu'observe de loin Jenny Uphouse, une voisine. Peu après, Martha Crittendon, la mère de Michelle, est attaquée et tuée par une créature. Pendant ce temps, à Washington, Mulder et Scully assurent une planque dans l'espoir d'arrêter une tueuse de prostituées. Skinner relève Mulder de sa planque, laissant Scully l'assurer seule, pour qu'il s'occupe de l'affaire Martha Crittendon, qui est portée disparue. Mulder part pour la banlieue chic de Bethany où vivent les Crittendon.

## Distribution
- David Duchovny : Fox Mulder
- Gillian Anderson : Dana Scully
- Mitch Pileggi : Walter Skinner
- Michelle Joyner : Ellen Adderly
- Gina Mastrogiacomo : Jenny Uphouse
- F. William Parker : le docteur Blankenship
- John Mese : le shérif Phil Adderly
- Wendy Schaal : Martha Crittendon

## Accueil

### Audiences
Lors de sa première diffusion aux États-Unis, l'épisode réalise un score de 7,5 sur l'échelle de Nielsen, avec 11 % de parts de marché, et est regardé par 12,89 millions de téléspectateurs.

### Critique
L'épisode reçoit un accueil globalement favorable. Dans leur livre sur la série, Robert Shearman et Lars Pearson lui donnent la note de 4/5. Rich Rosell, du site Digitally Obsessed, lui donne la note de 4/5. Le site Le Monde des Avengers lui donne la note de 3/4. Zack Handlen, du site The A.V. Club, lui donne la note de B+. Paula Vitaris, de Cinefantastique, lui donne la note de 2,5/4.

## Commentaires
Dans cet épisode, Scully aide Mudler, dans son enquête, à distance. De plus, il y est question d'adultère, d'entité et de trouble de la personnalité.